# Torture made in USA

Torture made in USA est un documentaire français de Marie-Monique Robin sorti en 2009 (85 min, Galaxie Presse, CFRT). Il a reçu le prix Olivier Quemener au Figra, le 27 mars 2010.
Ce documentaire a été diffusé exclusivement du 19 octobre au 19 décembre 2009 sur Internet par Mediapart, puis à nouveau en mai 2010.
Il est diffusé pour la première fois à la télévision le 21 juin 2011 sur Arte.

## Interviews
- David Debatto (en)
- Scott Horton (en)
- John Hutson (en)
- Janis Karpinski
- Harold Koh
- Jane Mayer
- Alberto Mora (en)
- Malcolm Nance
- Joe Navarro (en)
- Mickael Posner
- Kenneth Roth
- Ricardo Sanchez
- Michael Scheuer (en)
- William Taft (en)
- Matthew Waxman (en)
- Larry Wilkerson (en)